# François de Beaumont
François de Beaumont, baron des Adrets (ur. 1512/13 w La Frette, zm. 2 lutego 1587 w La Frette) – francuski dowódca wojskowy, hugenota, który zasłynął okrucieństwem w stosunku do katolików.
Urodził się w La Frette we Francji. Początkowo służył w armii króla francuskiego Henryka II. Osiągnął rangę pułkownika pełniąc służbę w oddziałach Delfinatu, Langwedocji i Prowansji. W 1562 roku pod wpływem ruchu reformacyjnego przeszedł na kalwinizm. Podczas wojny religijnej we Francji dowodził siłami zbrojnymi hugenotów w wielu krwawych wyprawach przeciwko katolikom, w czasie których wyróżniał się okrucieństwem. W miejscowości Montbrison zmusił osiemnastu wziętych do niewoli jeńców katolickich do popełnienia samobójstwa. Postępek ten spotkał się jednak z potępieniem nawet ze strony hugenotów i spowodował jego uwięzienie w 1563 roku. Ogłoszony jednak w tym samym roku Edykt z Amboise pozwolił mu odzyskać wolność. Powrócił wówczas na katolicyzm i ostatnie dwadzieścia trzy lata życia spędził w swojej posiadłości w La Frette.